# جون ويب (ملحن)
جون ويب (بالإنجليزية: John Webb)‏ هو ملحن بريطاني، ولد في 1969.

## وصلات خارجية
- جون ويب على موقع ميوزك برينز (الإنجليزية)